# Maybe true
「Maybe true」（メイビー・トゥルー）は、FANATIC◇CRISISのメジャー6枚目のシングルで、フォーライフレコードから1998年9月23日に発売された。

## 解説
1998年4枚目のシングルで、前作より3ヶ月弱でのリリース。
初動売り上げは5万枚を越え、FANATIC◇CRISIS最高記録。売り上げは前作に続いて10万枚を越え、FANATIC◇CRISIS史上2番目のセールス記録。オリコンチャートではトップ5にランクインし、単独最高記録。
ジャケットは白、黄色、緑の3種類が存在する
表題曲はTBS系アニメ「LET'S ぬぷぬぷっ」のオープニングテーマ。

## 収録曲
作詞・作曲：石月努／編曲：FANATIC◇CRISIS, 神林義弘
1. Maybe true
2. Precious memories
3. Maybe true (Vox Less Version)
4. Precious memories (Vox Less Version)